# Valledolmo
Valledolmo es una localidad italiana de la provincia de  Palermo, región de Sicilia, con 3.816 habitantes.

Ubicación de la ciudad de Valledolmo dentro de la provincia de Palermo.

## Evolución demográfica
| Gráfica de evolución demográfica de Valledolmo entre 1861 y 2001 |
|                                                                  |
| Fuente ISTAT - Elaboración gráfica por parte de Wikipedia        |